# Gatas
Gatas, ghatas ou gathas (/ˈɡɑːtəz,_ʔtɑːz/) são 17 hinos zoroastristas supostamente compostos por Zaratustra e que compõem parte do Avestá. Foram escritos numa língua iraniana oriental e comumente são datados em cerca de 1 500-1 200 a.C. Nas últimas décadas, houve consenso para datá-los em cerca de 1 000 a.C. Geralmente é dito que foram produzidos com uso da "língua gática", que tem forte afinidade linguística e histórica com o sânscrito Rigueveda e que seria mais antiga do que a língua usada para escrever o resto do Avestá, o "avéstico mais recente" ou somente "avéstico". Esta afinidade permitiu aos estudiosos concordarem que há uma origem cultural e linguística comum destes textos. O texto litúrgico do Iasna é composto por seis gatas e algumas fórmulas de oração e liturgia. Seria eles: Ahunavaiti (capítulos 28-34), Haptanhaiti (35-41), Ushtavaiti (43-46), Spenta Mainyu (47-50), Vohu Xshathra (51) e Vahishtoishti (53).